# دوشیزه بین‌الملل ۲۰۱۹
پنجاه و نهمین مسابقه دوشیزه بین‌الملل با عنوان دوشیزه بین‌الملل 2019 (انگلیسی: Miss International 2019) در ۱۲ نوامبر ۲۰۱۹ در توکیو، ژاپن برگزار شد. در پایان این رویداد ماریم ولازکو از ونزوئلا تاج را به جای جانشین خود سیرترن لیراموات از تایلند اهدا کرد.